# ضیاءالدین مکرم شاه دوم
پادوکا سری سلطان ضیاءالدین مکرَّم شاه دوم ابن المرحوم سلطان محمد جیوا زین‌العادلین معظم شاه دوم (که همچنین با اسم سلطان ضیاءالدین مکرَّم شاه دوم از او نام برده می‌شد؛ ۱ ژانویهٔ ۱۷۵۴ – ۲۵ ژانویه ۱۸۱۵) بیست و یکمین سلطان کداح بود. دوران حکمرانی او از سال ۱۷۹۷ تا ۱۸۰۳ به طول انجامید. ضیاءالدین به عنوان دومین وارث سلطنت برادرش، عبدالله مکرم شاه منصوب گردید و این امر در روز ۶ آوریل ۱۷۶۰ با عنوان راجه مودا به او اعطاء شد. او در روز ۱ سپتامبر ۱۷۹۷، بعد از مرگ برادر ناتنی بزرگترش به مقام سلطانی دست یافت. ضیاءالدین در روز ۷ ژانویه ۱۸۰۰ در ازاء دریافت مواجب سالیانه، سبرانگ پرای (استان ولزلی) را به کمپانی هند شرقی بریتانیا واگذار کرد. او در روز ۶ ژوئن ۱۸۰۰ با کمپانی هند شرقی بریتانیا پیمان اتحاد و دوستی منعقد کرد.